# Општина Ново Место
Општина Ново Место (словен. Novo mesto) је једна од општина Југоисточне Словеније у држави Словенији. Седиште општине је истоимени град Ново Место.

## Природне одлике
Рељеф
Општина Ново Место налази се у јужном делу Словеније, у области Долењска. Средишњи део општине чини долина реке Крке, која се на месту града Новог Места шири из узане долине у пространо поље. На југу је планина Горјанци, а на северу се издиже крашки плато Тршке горе.
Клима
Општина Ново Место има умерено континенталну климу.
Воде
Једини значајан водоток је река Крка, у коју се уливају сви мањи водотоци.

## Становништво
Општина Ново Место је густо насељена.

## Насеља општине
| - Бирчна Вас - Боричево - Брезје - Брезовица при Стопичах - Велике Бруснице - Велики Церовец - Велики Орехек - Велики Подљубен - Велики Слатник - Вердун - Виња Вас - Врх при Љубну - Врх при Пахи - Врхе - Габрје - Голушник - Горење Грчевје - Горење Каменце - Горење Камење - Горење Картељево - Горење Кроново - Горење Лаковнице - Горење Мрашево - Горењи Сухадол - Горња Тежка Вода | - Гумберк - Даљни Врх - Добово - Долења Вас - Долење Грчевје - Долење Камење - Долење Картељево - Долење Лаковнице - Долењи Сухадол - Долња Тежка Вода - Долж - Ждиња Вас - Жихово Село - Заград при Оточцу - Зајчји Врх при Стопичах - Игленик - Јама - Јелше при Оточцу - Југорје - Јурна Вас - Конец - Корошка Вас - Коти - Криже - Кузарјев Кал | - Лазе - Лесковец - Лешница - Лутршко Село - Мала Цикава - Мале Бруснице - Мали Церовец - Мали Орехек - Мали Подљубен - Мали Слатник - Миховец - Ново Место - Оточец - Паха - Пангрч Грм - Петане - Петелињек - Племберк - Подград - Потов Врх - Пречна - Пристава - Рајновшче - Раковник при Бирчни Васи - Ратеж | - Села при Ратежу - Села при Зајчјем Врху - Села при Штравберку - Севно - Смолења Вас - Сребрниче - Средње Грчевје - Стопиче - Странска Вас - Сухор - Травни Дол - Тршка Гора - Уршна Села - Хериња Вас - Хриб при Орехку - Хрушица - Худо - Чешча Вас - Чрешњице - Чрмошњице при Стопичах - Шентјошт - Шкрјанче при Новем Месту - Штравберк |  |